# فيل بيرلي
فيل بيرلي (بالإنجليزية: Phil Burleigh)‏ هو لاعب اتحاد الرغبي نيوزيلندي، ولد في 22 أكتوبر 1986 في كرايستشرش في نيوزيلندا.